# Covington (Cambridgeshire)
Covington – wieś w Anglii, w hrabstwie Cambridgeshire, w dystrykcie Huntingdonshire. Leży 42 km na zachód od miasta Cambridge i 94 km na północ od Londynu.